# Hemijska sinteza
Hemijska sinteza je namensko izvršavanje hemijskih reakcija s ciljem formiranja jednog ili više proizvoda. Ovaj proces tipično obuhvata niz fizičkih i hemijskih manipulacija. Pod modernim laboratorijskim uslovima, hemijski sintetički procesi su ponovljivi i pouzdani. Kao tema hemije, hemijska sinteza (ili kombinacija) je veštačko izvođenje hemijskih reakcija za dobijanje jednog ili više proizvoda. Ovo se dešava fizičkim i hemijskim manipulacijama koje obično uključuju jednu ili više reakcija. U savremenim laboratorijskim upotrebama, proces je ponovljiv i pouzdan.
Hemijska sinteza počinje sa selekcijom jedinjenja koja se nazivaju reagensi ili reaktanti. Razni tipovi reakcija se mogu primeniti u sintezi produkata, ili intermedijara. Da bi došlo do reakcije neophodno je da se reaktanti pomešaju u reakcionom sudu kao što je hemijski reaktor ili jednostavni balon. Kod mnogih reakcija je neophodno da se primeni neki oblik post-reakcione procedure da bi se izolovao finalni proizvod. Količina proizvoda u hemijskoj sintezi se naziva prinosom reakcije. Tipično se hemijski prinos izražava u težinskim jedinicama (npr. gramima) ili kao procenat totalne teoretske količine produkta. Sporedna reakcija je neželjena hemijska reakcija koja umanjuje prinos željenog produkta.
Količina proizvedena hemijskom sintezom poznata je kao prinos reakcije. Tipično, prinosi se izražavaju kao masa u gramima (u laboratorijskim uslovima) ili kao procenat ukupne teorijske količine koja bi se mogla proizvesti na osnovu ograničavajućeg reagensa. Neželjena reakcija je neželjena hemijska reakcija koja umanjuje željeni prinos. Reč sinteza je prvi upotrebio u hemijskom kontekstu hemičar Herman Kolbe.

## Strategije
U hemijskoj sintezi postoje mnoge strategije koje su komplikovanije od jednostavnog pretvaranja reaktanta A u proizvod reakcije B direktno. Za višestepenu sintezu, hemijsko jedinjenje se sintetiše nizom pojedinačnih hemijskih reakcija, od kojih svaka ima svoju obradu.. Na primer, laboratorijska sinteza paracetamola može se sastojati od tri uzastopna dela. Za kaskadne reakcije, višestruke hemijske transformacije se dešavaju unutar jednog reaktanta, za višekomponentne reakcije čak 11 različitih reaktanata formira jedan proizvod reakcije, a za „teleskopsku sintezu” jedan reaktant doživljava višestruke transformacije bez izolovanja intermedijara.

## Organske sinteze
Organska sinteza je posebna vrsta hemijske sinteze koja se bavi sintezom organskih jedinjenja. Za potpunu sintezu složenog proizvoda, može biti potrebno više procedura u nizu za sintezu proizvoda od interesa, što zahteva veliku količinu vremena. Veština u organskoj sintezi je cenjena među hemičarima, a sinteza izuzetno vrednih ili teških jedinjenja donela je hemičarima kao što je Robert Berns Vudvard Nobelovu nagradu za hemiju. Ako hemijska sinteza počinje od osnovnih laboratorijskih jedinjenja, smatra se čisto sintetičkim procesom. Ako se počinje od proizvoda izolovanog iz biljaka ili životinja, a zatim nastavlja do novih jedinjenja, sinteza se opisuje kao polusintetički proces.

### Metodologija i primene
Svaki korak sinteze uključuje hemijsku reakciju, a reagensi i uslovi za svaku od ovih reakcija moraju biti dizajnirani tako da daju adekvatan prinos čistog proizvoda, sa što je moguće manje koraka. Moguće je da već postoji metoda u literaturi za pravljenje jednog od ranih sintetičkih intermedijera, i ovaj metod će se obično koristiti umesto da se pokuša da se „ponovno izmisli točak“. Međutim, većina intermedijara su jedinjenja koja nikada ranije nisu napravljena, a ona će se obično praviti korišćenjem opštih metoda koje su razvili istraživači metodologije. Da bi bile korisne, ove metode moraju da daju visoke prinose i da budu pouzdane za širok spektar supstrata. Za praktične primene, dodatne prepreke uključuju industrijske standarde bezbednosti i čistoće.
Istraživanje metodologije obično uključuje tri glavne faze: otkrivanje, optimizaciju i proučavanje obima i ograničenja. Ovo otkriće zahteva opsežno znanje i iskustvo sa hemijskim reaktivnostima odgovarajućih reagenasa. Optimizacija je proces u kome se jedno ili dva početna jedinjenja testiraju u reakciji pod širokim spektrom uslova temperature, rastvarača, reakcionog vremena, itd, sve dok se ne pronađu optimalni uslovi za prinos i čistoću proizvoda. Konačno, istraživač pokušava da proširi metodu na širok spektar različitih početnih materijala, da pronađe opseg i ograničenja. Totalne sinteze (vidi gore) se ponekad koriste da bi se prikazala nova metodologija i pokazala njena vrednost u primeni u stvarnom svetu. Takve primene uključuju velike industrije fokusirane posebno na polimere (i plastiku) i farmaceutske proizvode. Neke sinteze su izvodljive na istraživačkom ili akademskom nivou, ali ne i u proizvodnji na industrijskom nivou. Ovo može dovesti do dalje modifikacije procesa.

## Neorganska sinteza
Neorganska sinteza i organometalna sinteza se primenjuju za dobijanje jedinjenja sa značajnim neorganskim sadržajem. Ilustrativan primer je priprema leka protiv raka cisplatinа iz kalijum tetrahloroplatinata.

## Druga značenja
Značenje termina hemijska sinteza može da bude usko i ograničeno na specifičnu vrstu hemijske reakcije, i.e. direktna kombinatorna reakcija, u kojoj se dva ili više reaktanata kombinuju da formiraju jedan proizvod. Opšti oblik direktne kombinatorne reakcije je:
gde su A i B elementi ili jedinjenja, a AB je jedinjenje koje se sastoji od A i B. Primeri kombinatornih reakcija su:
2 + 2 → 2  (formiranje kuhinjske soli)
 + O2 → 2 (formiranje sumpor-dioksida)
4  + 3 O2 → 2 2O3 (korozija gvožđa)
2 +  →  (ugljen-dioksid rastvoren u vodi reaguje sa vodom da formira ugljenu kiselinu)

## Literatura
- Corey EJ; Cheng, X-M (1995). The Logic of Chemical Synthesis. New York, NY: John Wiley & Sons. ISBN 978-0471115946.
- Nicolaou, K. C.; Sorensen, E. J. (1996). Classics in Total Synthesis. New York: VCH.
- „Nobelprize.org”. www.nobelprize.org. Приступљено 2016-11-20.
- Woodward, R. B.; Cava, M. P.; Ollis, W. D.; Hunger, A.; Daeniker, H. U.; Schenker, K. (1954). „The Total Synthesis of Strychnine”. Journal of the American Chemical Society. 76 (18): 4749—4751. doi:10.1021/ja01647a088.
- Wender, Paul A.; Badham, Neil F.; Conway, Simon P.; Floreancig, Paul E.; Glass, Timothy E.; Gränicher, Christian; Houze, Jonathan B.; Jänichen, Jan; Lee, Daesung (1997-03-01). „The Pinene Path to Taxanes. 5. Stereocontrolled Synthesis of a Versatile Taxane Precursor”. Journal of the American Chemical Society. 119 (11): 2755—2756. ISSN 0002-7863. doi:10.1021/ja9635387.
- Holton, Robert A.; Somoza, Carmen; Kim, Hyeong Baik; Liang, Feng; Biediger, Ronald J.; Boatman, P. Douglas; Shindo, Mitsuru; Smith, Chase C.; Kim, Soekchan (1994-02-01). „First total synthesis of taxol. 1. Functionalization of the B ring”. Journal of the American Chemical Society. 116 (4): 1597—1598. ISSN 0002-7863. doi:10.1021/ja00083a066.
- Nicolaou, K. C.; Yang, Z.; Liu, J. J.; Ueno, H.; Nantermet, P. G.; Guy, R. K.; Claiborne, C. F.; Renaud, J.; Couladouros, E. A. (1994-02-17). „Total synthesis of taxol”. Nature (на језику: енглески). 367 (6464): 630—634. Bibcode:1994Natur.367..630N. PMID 7906395. S2CID 4371975. doi:10.1038/367630a0.
- Danishefsky, Samuel J.; Masters, John J.; Young, Wendy B.; Link, J. T.; Snyder, Lawrence B.; Magee, Thomas V.; Jung, David K.; Isaacs, Richard C. A.; Bornmann, William G. (1996-01-01). „Total Synthesis of Baccatin III and Taxol”. Journal of the American Chemical Society. 118 (12): 2843—2859. ISSN 0002-7863. doi:10.1021/ja952692a.
- „Taxol – The Drama behind Total Synthesis”. www.org-chem.org. Архивирано из оригинала 2011-07-27. г. Приступљено 2016-11-20.
- March, J.; Smith, D. (2001). Advanced Organic Chemistry, 5th ed. New York: Wiley.
- Carey, J.S.; Laffan, D.; Thomson, C.; Williams, M.T. (2006). „Analysis of the reactions used for the preparation of drug candidate molecules”. Org. Biomol. Chem. 4 (12): 2337—2347. PMID 16763676. S2CID 20800243. doi:10.1039/B602413K.
- Nicolaou, K. C.; Hale, Christopher R. H.; Nilewski, Christian; Ioannidou, Heraklidia A. (2012-07-09). „Constructing molecular complexity and diversity: total synthesis of natural products of biological and medicinal importance”. Chemical Society Reviews (на језику: енглески). 41 (15): 5185—5238. ISSN 1460-4744. PMC 3426871 . PMID 22743704. doi:10.1039/C2CS35116A.
- Chen, Weiming; Suo, Jin; Liu, Yongjian; Xie, Yuanchao; Wu, Mingjun; Zhu, Fuqiang; Nian, Yifeng; Aisa, Haji A.; Shen, Jingshan (2019-03-08). „Industry-Oriented Route Evaluation and Process Optimization for the Preparation of Brexpiprazole”. Organic Process Research & Development. 23 (5): 852—857. ISSN 1083-6160. S2CID 104375334. doi:10.1021/acs.oprd.8b00438.
- Blackmond, Donna G. (2016-11-20). „The Origin of Biological Homochirality”. Cold Spring Harbor Perspectives in Biology. 2 (5): a002147. ISSN 1943-0264. PMC 2857173 . PMID 20452962. doi:10.1101/cshperspect.a002147.
- Nguyen, Lien Ai; He, Hua; Pham-Huy, Chuong (2016-11-20). „Chiral Drugs: An Overview”. International Journal of Biomedical Science. 2 (2): 85—100. ISSN 1550-9702. PMC 3614593 . PMID 23674971.
- Knowles, William S. (2002-06-17). „Asymmetric Hydrogenations (Nobel Lecture)”. Angewandte Chemie International Edition (на језику: енглески). 41 (12): 1998—2007. ISSN 1521-3773. PMID 19746594. doi:10.1002/1521-3773(20020617)41:12<1998::AID-ANIE1998>3.0.CO;2-8.
- Noyori, R.; Ikeda, T.; Ohkuma, T.; Widhalm, M.; Kitamura, M.; Takaya, H.; Akutagawa, S.; Sayo, N.; Saito, T. (1989). „Stereoselective hydrogenation via dynamic kinetic resolution”. Journal of the American Chemical Society. 111 (25): 9134—9135. doi:10.1021/ja00207a038.
- Gao, Yun; Klunder, Janice M.; Hanson, Robert M.; Masamune, Hiroko; Ko, Soo Y.; Sharpless, K. Barry (1987-09-01). „Catalytic asymmetric epoxidation and kinetic resolution: modified procedures including in situ derivatization”. Journal of the American Chemical Society. 109 (19): 5765—5780. ISSN 0002-7863. doi:10.1021/ja00253a032.
- Service. R.F. (2001). „Science Awards Pack a Full House of Winners”. Science. 294 (5542; October 19): 503—505. PMID 11641480. S2CID 220109249. doi:10.1126/science.294.5542.503b.
- Corey, E. J.; Cheng, X-M. (1995). The Logic of Chemical Synthesis. New York: Wiley.
- Todd, Matthew H. (2005). „Computer-aided Organic Synthesis”. Chemical Society Reviews. 34 (3): 247—266. PMID 15726161. S2CID 4668678. doi:10.1039/b104620a.

## Spoljašnje veze
- Arhiva organske sinteze
- Sinteza prirodnih proizvoda
- Natural product syntheses